# Nina Ansaroff
Nina Ansaroff, née le 3 décembre 1985 à Weston en Floride, est une pratiquante de MMA américaine évoluant au sein de l'organisation Ultimate Fighting Championship dans la catégorie des poids pailles.

## Biographie
Fille d'émigrés macédoniens, Nina Ansaroff a commencé à pratiquer le Taekwondo dès l'âge de 6 ans. À la suite d'un accident de moto en 2009, elle se dirige vers le MMA afin de parfaire sa rééducation et dans le but de perdre du poids.

## Parcours en MMA

### Début de carrière amateur
Le 20 mars 2010, Nina Ansaroff est opposée à l'américaine Jenny Yum pour son premier combat amateur. Elle gagne sur décision unanime. 

### Début de carrière professionnelle
Nina Ansaroff commence sa carrière professionnelle le 11 septembre 2010, elle affronte Catia Vitoria à l'évènement Crowbar MMA - Fall Brawl et l'emporte par décision unanime.
Le 24 novembre 2010 Crowbar MMA annonce qu'un affrontement entre les deux américaines Nina Ansaroff (1-0 MMA) et Carla Esparza (3-1 MMA) a été programmé pour l'évènement Crowbar MMA - Winter Brawl qui aura lieu à Grand Forks (États-Unis) le 30 décembre 2010. Carla Esparza remplacera Patti Lee initialement prévue. Le combat est remporté par Carla Esparza à la suite d'une décision partagée.

### Invicta Fighting Championships
Le 7 décembre 2013 Nina Ansaroff participe à Kansas City aux États-Unis pour la première fois à un évènement IFC, à l'occasion de l'Invicta FC 7: Honchak vs. Smith. Elle est opposée, à l'américaine Munah Holland. Nina Ansaroff l'emporte par KO technique lors de la troisième reprise.

### Ultimate Fighting Championship
L'UFC annonce le 25 février 2015 qu'est programmé une opposition entre Nina Ansaroff et l'américaine Rose Namajunas lors de l'évènement du 23 mai 2015 UFC 187 : Johnson vs.Cormier. Le 23 mai 2015, jour de l'évènement, Nina Ansaroff est déclarée inapte à combattre par les docteurs pour syndrome grippal et le combat est annulé. La veille lors de la pesée, la combattante affichait un poids de 120 lb (55 kg), bien au-dessus des 114 lb (52 kg) la limite supérieure en poids paille, ce dépassement de poids étant consécutif à son état de santé.

## Palmarès en MMA
| 16 combats     | 10 victoires | 6 défaites |
| Par KO         | 4            | 0          |
| Par soumission | 2            | 1          |
| Sur décision   | 4            | 5          |

| Résultat | Record | Adversaire             | Méthode                                        | Événement                               | Date              | Round | Temps | Lieu                                    | Notes |
| -------- | ------ | ---------------------- | ---------------------------------------------- | --------------------------------------- | ----------------- | ----- | ----- | --------------------------------------- | ----- |
| Défaite  | 10-6   | Tatiana Suarez         | Décision unanime                               | UFC 238: Cejudo vs. Moraes              | 8 juin 2019       | 3     | 5:00  | Chicago, Illinois, États-Unis           |       |
| Victoire | 10-5   | Cláudia Gadelha        | Décision unanime                               | UFC 231: Holloway vs. Ortega            | 8 décembre 2018   | 3     | 5:00  | Toronto, Ontario, Canada                |       |
| Victoire | 9-5    | Randa Markos           | Décision unanime                               | UFC on FOX: Alvarez vs. Poirier 2       | 28 juillet 2018   | 3     | 5:00  | Calgary, Alberta, Canada                |       |
| Victoire | 8-5    | Angela Hill            | Décision unanime                               | UFC Fight Night: Poirier vs. Pettis     | 11 novembre 2017  | 3     | 5:00  | Norfolk, Virginie, États-Unis           |       |
| Victoire | 7-5    | Jocelyn Jones-Lybarger | Soumission (étranglement arrière)              | UFC Fight Night: Rodríguez vs. Penn     | 15 janvier 2017   | 3     | 3:39  | Phoenix, Arizona, États-Unis            |       |
| Défaite  | 6-5    | Justine Kish           | Décision unanime                               | UFC 195: Lawler vs. Condit              | 2 janvier 2016    | 3     | 5:00  | Las Vegas, Nevada, États-Unis           |       |
| Défaite  | 6-4    | Juliana Lima           | Décision unanime                               | UFC Fight Night: Shogun vs. Saint Preux | 8 novembre 2014   | 3     | 5:00  | Uberlândia, Brésil                      |       |
| Victoire | 6-3    | Munah Holland          | TKO (coups de poing)                           | Invicta FC 7: Honchak vs. Smith         | 7 décembre 2013   | 3     | 3:54  | Kansas City, Missouri, États-Unis       |       |
| Victoire | 5-3    | Aylla Caroline Lima    | TKO (coups de pied au corps et coups de poing) | Premier Fight League 10                 | 15 juin 2013      | 1     | 1:25  | Serrinha, Bahia, Brésil                 |       |
| Victoire | 4-3    | Trisha Clark           | TKO (coups de poing)                           | Centurion Fights                        | 1er mars 2013     | 2     | 2:14  | Saint-Joseph, Missouri, États-Unis      |       |
| Victoire | 3-3    | Tyra Parker            | Soumission (clé de bras)                       | Wild Bill's Fight Night 51              | 15 décembre 2012  | 2     | 2:00  | Duluth, Géorgie, États-Unis             |       |
| Victoire | 2-3    | Jessica Doerner        | TKO (coups de poing)                           | The Cage Inc. - Battle at the Border 11 | 24 novembre 2012  | 1     | 1:52  | Hankinson, Dakota du Nord, États-Unis   |       |
| Défaite  | 1-3    | Casey Noland           | Soumission (étranglement arrière)              | The Cage Inc. - Battle at the Border 10 | 30 juillet 2011   | 1     | 1:18  | Hankinson, Dakota du Nord, États-Unis   |       |
| Défaite  | 1-2    | Barb Honchak           | Décision unanime                               | Crowbar MMA: Spring Brawl 2             | 29 avril 2011     | 3     | 5:00  | Grand Forks, Dakota du Nord, États-Unis |       |
| Défaite  | 1-1    | Carla Esparza          | Décision partagée                              | Crowbar MMA - Winter Brawl              | 30 décembre 2010  | 3     | 5:00  | Grand Forks, Dakota du Nord, États-Unis |       |
| Victoire | 1-0    | Catia Vitoria          | Décision unanime                               | Crowbar MMA - Fall Brawl                | 11 septembre 2010 | 5     | 5:00  | Fargo, Dakota du Nord, États-Unis       |       |

## Vie privée
Nina Ansaroff est ouvertement lesbienne et mariée avec Amanda Nunes.